# Cinematograph
Cinematograph AB är ett svenskt filmbolag initierat 1967 av Ingmar Bergman. Det utvecklades snabbt till hans personliga bolag och stod som medproducent till samtliga Bergmans biograffilmer från Skammen fram till Fanny och Alexander samt till de flesta av hans tv-filmer under 70-80-talen och ett antal filmer och tv-serier av andra svenska regissörer under 90-talet; oftast var dessa personliga vänner till Bergman. Sedan juni 2019 drivs bolaget vidare som produktions- och distributionsbolag av Ingmar Bergmans son, Ingmar Bergman jr.